# 松柏巷天主堂
28°40′18″N 115°53′49″E / 28.67167°N 115.89694°E
松柏巷天主堂位于中国江西省南昌市西湖区罗家塘82号（原松柏巷57号），全名为“圣母无原罪堂”。建于1922年，2006年被列为江西省文物保护单位。
圣母无原罪堂由法国传教士孟德良于1922年主持建造。天主堂坐东朝西，总占地面积约2600平方米，其中教堂占地面积1363平方米。教堂建筑为罗马式风格。1927年8月1日凌晨，叶挺部下第二十四师第七十一团向驻守在天主堂的第六军第五十七团发起进攻，攻占了天主堂，是南昌起义的重要战斗。圣母无原罪堂原为九江教区南昌总铎区的总堂，1946年江西总主教府成立后，总主教周济世将主教府自九江迁至南昌，自此南昌升为主教区，松柏巷天主教堂成为江西总主教府（与南昌主教府合一）总主教（与南昌主教合一）的座堂。“文革”期间教堂被封闭，改作中共南昌市委党校礼堂，后又改为南昌市西湖区人民政府礼堂。1986年教堂归还给天主教会，恢复宗教活动。恢复后的江西省天主教爱国会和1980年成立的江西省天主教教务委员会均设在教堂内，是江西教区主教座堂。 
在离圣母无原罪堂仅百余米的松柏路27号还有一座小型天主堂，外观为南昌传统民居式。